# Beleuchtung der Unter-Ems

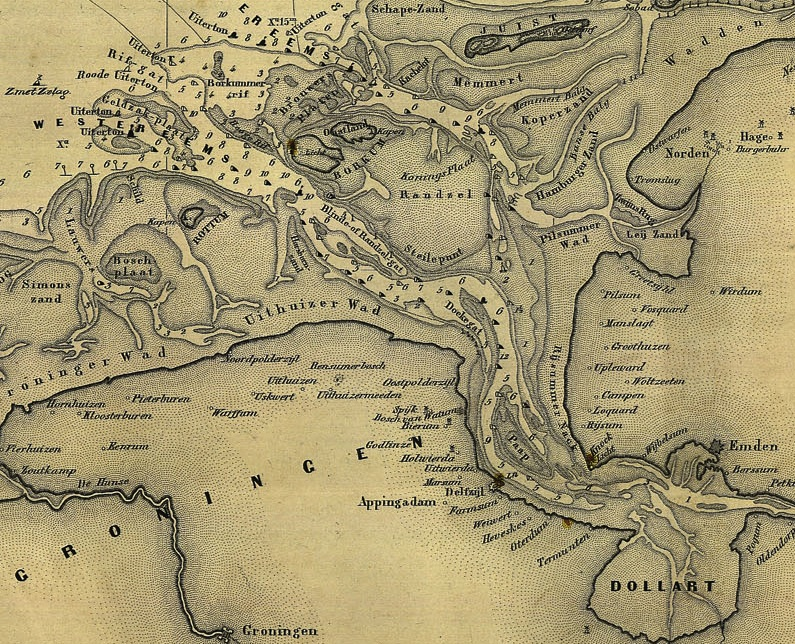
Westerems und Osterems um 1883

Die Beleuchtung der Unter-Ems war der Titel eines preußisch-niederländischen Wasserbauprojektes zur Errichtung des ersten Leuchtfeuersystems für die Unterems. Es ermöglichte erstmals das sichere Befahren der Unterems von Borkum bis Emden bei Nacht, was aufgrund des vielfach gewundenen Fahrwassers der Unterems bis dahin nicht möglich war. Im Oktober 1891 wurde der Betrieb offiziell aufgenommen.

## Geschichte
Am 1. März 1883 trafen sich Seezeichenexperten der preußischen und der niederländischen Regierung zu einer Konferenz in Emden. Die sogenannte Emskommission beschloss die Planungen für ein Leuchtfeuersystem an der Unterems. Weitere Beratungen folgten, bis die Planungen 1887 im Preußischen Parlament verabschiedet wurden.
Die Planungen sahen die Errichtung von fünf neuen Leuchttürmen vor, drei auf deutscher Seite, zwei auf niederländischer Seite. 1890 waren die Baumaßnahmen weitestgehend abgeschlossen und es folgte ein Probebetrieb für alle beteiligten Leuchttürme, bis am 1. Oktober 1891 der offizielle Leuchtturmbetrieb aufgenommen wurde. Zeitgleich erfolgte die Veröffentlichung einer zwölf Seiten starken amtlichen Segelanweisung für die Befahrung der Ems zur Nachtzeit mit einer Seekarte im Maßstab 1:100000. In der Seekarte sind alle Leitfeuer mit ihren Sektoren und Kennungen sowie die weitere Betonnung in der Emsmündung verzeichnet.

## Baumaßnahmen
Im Rahmen der Baumaßnahmen wurden fünf Leitfeuer sowie zwei Quermarkenfeuer errichtet. Jedes der fünf Leitfeuer war für einen festgelegten Sektor auf dem Schiffsfahrweg zwischen der Nordsee und Emden zuständig. Die Leuchttürme innerhalb des länderübergreifenden Bauprojektes waren:
- Leuchtturm Campen, deutsch
- Kleiner Leuchtturm Borkum, deutsch, Leuchtturmbetrieb im Sommer 2003 eingestellt
- Pilsumer Leuchtturm, deutsch, Leuchtturmbetrieb im Oktober 1919 eingestellt
- Leuchtturm Watum, niederländisch, im Zweiten Weltkrieg zerstört
- Leuchtturm Delfzijl, niederländisch, im Zweiten Weltkrieg zerstört

Hinzu kam die Errichtung von zwei Quermarkenfeuer an der Randzelplate:
- Leuchtbake Fischerbalje, deutsch
- Leuchtbake Binnenrandzel, deutsch

## Kriegsfolgen
In Folge der Kämpfe um die niederländische Stadt Delfzijl wurden die Leuchttürme Watum und Delfzijl zerstört.